# God FATE
「God FATE」（ゴッド・フェイト）は、飛蘭の楽曲。彼女の15枚目のシングルとして2013年1月23日にLantisから発売された。

## 概要
前作「Realization」から5ヶ月ぶりのリリースとなる2013年1作目のシングル。「本能のDOUBT」以来8作ぶりに通常盤のみのリリースとなる。
表題曲「God FATE」はテレビアニメ『八犬伝―東方八犬異聞―』オープニングテーマとして起用された。

## 収録曲
（全作詞：飛蘭）
1. God FATE [5:07]
  - 作曲・編曲：河田貴央
  - テレビアニメ『八犬伝―東方八犬異聞―』オープニングテーマ
2. 恋夢様 [4:23]
  - 作曲：俊龍、編曲：鈴木Daichi秀行[2]
3. God FATE（Off Vocal）
4. 恋夢様（Off Vocal）